# Justin Gatlin
Justin Alexander Gatlin (Brooklyn, New York, 1982. február 10. –) olimpiai és világbajnok amerikai atléta, rövidtávfutó.

## Pályafutása
New York város Brooklyn kerületében született. A 2004. évi nyári olimpiai játékokon három érmet szerzett, megnyerte a 100 méteres síkfutást, tagja volt az ezüstérmet nyert amerikai 4 × 100 méteres váltónak, és harmadik lett 200 méteren. A Helsinkiben rendezett 2005-ös atlétikai világbajnokságon 100 és 200 méteren aranyérmet nyert. A XXX. nyári olimpiai játékokon Londonban a 100 méteres síkfutás versenyszámában a harmadik helyen ért célba. A 2016-os riói olimpián 9,89 mp-es idővel, olimpiai ezüstérmes lett szintén 100 méteren.
2022 februárjában bejelentette a visszavonulását.